# Narciso López
Narciso López, (Caracas 1797 - Havanna 1851), var en venezuelansk äventyrare och militär som bland annat är berömd för sina försök att befria Kuba från Spanien på 1850-talet. Lopez hade i spansk tjänst avancerat till general och försökte med gerillakrigföring frigöra Kuba från det spanska väldet. Han misslyckades emellertid med att vinna större militära segrar, och hade inte heller något större stöd bland öborna. López avrättades 1851. I slutet av 1840-talet skapade han en flagga som idag fungerar som Kubas nationsflagga.